# Anthomyiinae
Sous-famille
Les Anthomyiinae sont une sous-famille d'insectes du sous-ordre des Brachycera (les brachycères sont des mouches muscoïdes aux antennes courtes), de la famille des Anthomyiidae.

## Liste des tribus
- Anthomyiini
- Chirosiini
- Hydrophoriini